# Mrs Grundy

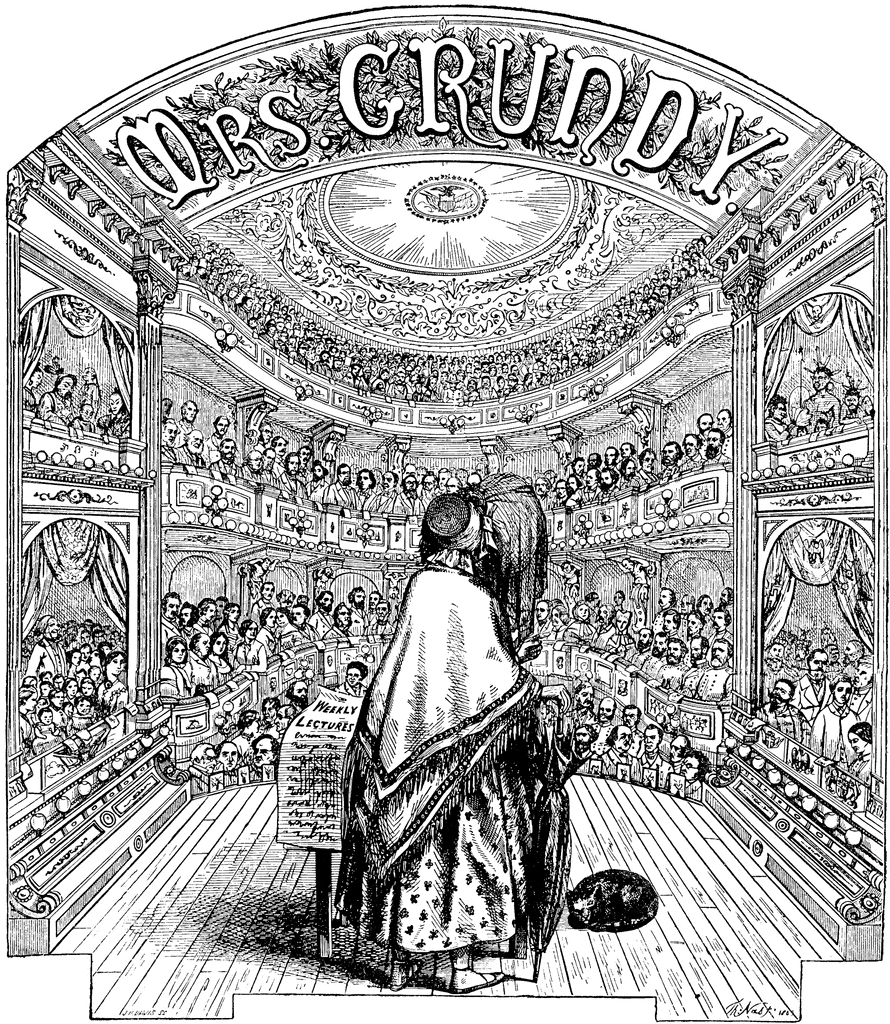
Mrs Grundy

Mrs Grundy è il nome metaforico per indicare una persona estremamente tradizionalista e moralista, la personificazione della tirannia del decoro convenzionale. La tendenza ad essere eccessivamente impauriti da quello che le persone rispettabili potrebbero pensare è detta grundysm.
Sebbene sia nata come personaggio minore della commedia di Thomas Morton Speed the Plough (1798), Mrs. Grundy finì per essere così radicata nella fantasia popolare che Samuel Butler, nel suo romanzo Erewhon, poté alludere a lei nella forma di un anagramma (la dea Ydgrun). Come figura del linguaggio può essere ritrovata in tutta la letteratura europea.

## Esordio
Curiosamente, pur essendo un personaggio molto conosciuto, Mrs Grundy non è mai apparsa realmente nelle commedie che la fecero conoscere: tuttavia è in continuazione oggetto dell'invidiosa attenzione della vanagloriosa Dame Ashfield, fin dalla prima scena della commedia di Morton.
Sebbene in seguito sia passata a essere l'incarnazione della temibile dispensatrice di disapprovazione, la Mrs Grundy della commedia è, nei sogni ad occhi aperti di Dame Ashfield, non tanto una figura del terrore quanto un'ascoltatrice spaventata dai risultati della famiglia Ashfield. Come la commedia procede, Dame Ashfield e la sua ridicola osservazione scompaiono dallo spettacolo per lasciare posto al dramma.

## L'apice vittoriano
Con l'età vittoriana, la sua nuova moralità della decenza, della domesticità, della serietà, della correttezza e della disciplina comunitaria da un lato, la sua ipocrisia e l'autoinganno dall'altro, la signora Grundy salì rapidamente a una posizione di autorità ipercritica. Nel romanzo di John Poole del 1841 Phineas Quiddy, Poole scrisse: "Molte persone considerano il mondo intero un'unica grande signora Grundy e, in ogni atto e circostanza della loro vita, si prega o si tormentano, a seconda della natura, pensando a cosa ne dirà quella grande signora Grundy, il Mondo». Nel 1869, John Stuart Mill, lui stesso molto consapevole del potere potenzialmente tirannico dell'obbrobrio sociale, si riferiva alla signora Grundy in La soggezione delle donne, osservando che "Chiunque abbia moglie e figli ha dato ostaggi alla signora Grundy".
Samuel Butler nel suo Erewhon del 1872 descrisse così il personaggio di Ydgrun (anagramma di Grundy) :  “era ritenuta onnipresente e onnipotente; ma non era una concezione elevata, e talvolta era insieme crudele e assurda». La sua preferenza era per il piccolo gruppo che chiamava High Ydgrunites, che accettava ampiamente le convenzioni basse della dea, ma era in grado di elevarsi al di sopra della signora Grundy e delle sue affermazioni, se necessario.
Con il declino del consenso della morale vittoriana fin de siècle,la signora Grundy iniziò a perdere il suo potere, e negli anni '20 era già poco più di uno sbiadito zimbello, derisa ad esempio nel libro di consigli per gli adolescenti, Mrs Grundy is Dead (New York: Century, 1930). Un'apparizione successiva come insegnante dai capelli bianchi nei fumetti di Archie Comics nel 1941, tuttavia, ha mantenuto vivo il nome.

## Associazioni linguistiche
Sebbene non sia strettamente onomatopeico, il nome "Grundy" ha comunque delle valide associazioni con l'insoddisfazione mentale, per similarità con parole come "grumble", "mumble", "grunt" e "gruntled". Il Thesaurus di Roget pone il Grundismo sotto il pudore con connotazione eufemistica.

## Una Mrs Grundy reale
Durante il regno di Guglielmo IV (1830-1837) Mrs Sarah Hannah Grundy (1 gennaio 1804-30 dicembre 1863) fu impiegata come vice governante presso l'Hampton Court Palace, una delle più famose residenze di Enrico VIII d'Inghilterra. Suo marito, John Grundy (1798/99-agosto 1861) era custode degli appartamenti di Stato. Mrs Grundy divenne capo governante il 22 aprile 1838, un anno dopo che la regina Vittoria salì al trono, e ricoprì quel ruolo sino al 1863 quando si ritirò. I suoi compiti includevano la cura della cappella a Hampton Court.

## Esempi
- Il personaggio di C. S. Lewis Mark Studdock in That Hideous Strength (Quell'orribile forza) si riferisce a lei in un articolo scritto da fantasmi per un periodico britannico senza nome (che ha lo scopo di promuovere gli interessi di un gruppo di satanisti). "Se senti qualcuno parlare delle libertà dell'Inghilterra (con cui intende le libertà degli oscurantisti, della signora Grundies, dei vescovi e dei capitalisti), guarda quell'uomo. È il nemico[13]."
- Aldous Huxley si riferisce a lei nel saggio Per il puritano tutte le cose sono impure nel suo libro Music at night (1931)
- Walter de la Mare la descrisse nella sua poesia che ha come titolo il suo nome: "Capelli alti, sopracciglia larghe, invecchiata, soave ma cupa, un grande viso piatto, occhi acutamente offuscati, che fissano il nulla... su ciascuna di quelle sedie ha gongolato nella giustizia[14]».[
- Aimée Crocker fa riferimento a lei in tutta la sua biografia E lo rifarei.
- P. T. Barnum fa riferimento a lei nella prefazione del suo opuscolo di saggistica Art of Money Getting (1880).
- Oscar Wilde in una lettera alla St. James Gazette la descrive come "...la signora Grundy, quella simpatica vecchietta che rappresenta l'unica forma originale di umorismo che le classi medie di questo paese sono state in grado di produrre". (1890).
- Charles Dickens la menziona nel suo romanzo Tempi duri.
- William Makepeace Thackeray la menziona nel suo romanzo Vanity Fair.
- William Gilbert si riferisce a lei nella canzone "All'inizio posso menzionare che è la mia intenzione sovrana" dal secondo atto del Granduca, e nella canzone (tagliata) "Anche se gli uomini di rango possono sembrare inutili" per il Duca in Pazienza (opera).
- George Gissing ha scritto un romanzo che non è mai stato pubblicato e ora è andato perduto chiamato 'Mrs Grundy's Enemies'.
- G. K. Chesterton la menziona nel capitolo III dell'Ortodossia. G. K. Chesterton ha intitolato un capitolo "L'umiltà della signora Grundy" nel suo libro What's Wrong With the World.
- Lewis Carroll si riferisce spesso alla "signora Grundy" nelle sue lettere personali come la caratterizzazione di coloro che potrebbero disapprovare le sue amicizie con i bambini.
- James Joyce si riferisce a lei nel capitolo "Eumeo" de Ulysses. L'Ulisse annotato di Gifford la caratterizza come "l'ultimo arbitro del decoroso decoro borghese".
- Mrs Grundy è personaggio nei romanzi di Robert A. Heinlein: Il numero della bestia, To Sail Beyond the Sunset, Stranger in a Strange Land, e nel secondo intervallo di Time Enough for Love. "La libertà inizia quando dici alla signora Grundy di andare a far volare un aquilone."
- Anche i personaggi di Philip José Farmer nella serie Riverworld si riferiscono alla signora Grundy come al pudore incarnato in modo negativo.
- Il libro di Peter Fryer, Mrs Grundy: Studies in English Prudery, riguarda il comportamento pudico, come l'uso di eufemismi per la biancheria intima.
- Jack London usa la signora Grundy nei suoi libri The People of the Abyss e The Sea-Wolf. Nella prima descrive l'atteggiamento della classe operaia inglese nei confronti dell'ubriachezza all'inizio del ventesimo secolo: "La signora Grundy regna sugli operai tanto quanto sulla borghesia; ma nel caso degli operai, l'unica cosa che non disapprova è l'osteria... La signora Grundy ha posto il limite agli alcolici." In The Sea-Wolf, nella prima pagina del capitolo 10, il protagonista dice della sua razza che è "... dalla mente sobria, dalla vita pulita e fanaticamente morale e che in quest'ultima connessione è culminata tra gli inglesi in la Chiesa Riformata e la signora Grundy"..
- Mohandas Gandhi si riferisce alla signora Grundy come una ragione inadatta per porre fine al suo esperimento *brahmacharya*.[15]
- Louisa May Alcott allude alla signora Grundy nel suo libro Piccole donne quando parla dei cambiamenti che Laurie subisce a seguito degli ammonimenti di Amy nei suoi confronti (1868)
- Martin Seymour-Smith si riferisce alla signora Grundy in tutta la sua biografia di Thomas Hardy, notando le lotte dello scrittore con quella che ha definito "un'inaspettata nuvola Grundy... 'eccessiva pruderie'"[16].
- Thomas Hardy disprezza il "grundyista" nel suo saggio "Candour in English Fiction" (1890).
- Walter Lippmann respinge le "pretese esplose dei coniugi Grundy" nella sua Prefazione alla politica (1913).
- Nello show televisivo Absolutely Fabulous, il pudico Saffron è chiamato Mrs Grundy da Patsy, un edonista.
- Un personaggio di lunga data in Archie Comics è l'insegnante Miss Grundy. Quando è stata presentata per la prima volta, si adattava bene all'archetipo della signora Grundy, essendo giudicante e antiquata. Tuttavia, il personaggio è stato notevolmente ammorbidito nel corso degli anni e la sua attuale incarnazione non è particolarmente grundyesque.
- Il testo di P G Wodehouse della canzone "Till the Clouds Roll By" dal musical Oh Boy! contengono la riga "Cosa direbbe Missus Grundy?" nel verso 1.
- Il personaggio di H.G. Wells Ewart nel romanzo Tono-Bungay, durante un lungo dialogo sui Grundy dice: "Non c'è la signora Grundy". (libro 1 capitolo 4, sezione iii)
- Vladimir Nabokov fa riferimento alla signora Grundy nel suo romanzo La vita reale di Sebastian Knight (1941).
- Dossie Easton e Janet Hardy si riferiscono a "Mrs Grundy" nel capitolo 12 di The Ethical Slut (2ª edizione, 2009).
- Harry Turtledove si riferisce a "Mrs Grundy" nel capitolo 3 di Colonization: Down to Earth.
- E. M. Forster - The Clever Lady dice "Se è la signora Grundy che ti preoccupa..." nel capitolo 2 di A Room with a View, e "Grundyism" generalmente in Two Cheers for Democracy[17].
- Patrick O'Brian in "Treason's Harbour" descrive la moglie di Jack Aubrey come "...completamente diversa. Non era una puritana e non le importava della signora Grundy più di Diana..."
- La canzone di Vesta Tilley "Bazaar Maids" si riferisce a tutte le ragazze carine e spiritose che sono "sotto le leggi di Mother Grundy"